# John Brack (Sänger)
John Brack (* 4. April 1950 in Zürich als Hans-Heinrich Brack; † 1. Mai 2006 ebenda) war einer der erfolgreichsten Schweizer Country- und Gospel-Sänger, der auch als Mr. Swiss Country bezeichnet wurde.
Schon in seiner Jugend lernte er Flöte, Klarinette und Gitarre und gründete die Band Knights Of Blues, mit der er im Alter von 14 Jahren auch erstmals als Sänger auftrat. Nach zahlreichen Auftritten als Gast und Blues-Sänger von Che & Ray konzentrierte er sich Ende der 1970er Jahre auf Country Music.
John Brack hat über 30 CDs in den Richtungen Country, Country-Rock und Southern Gospel veröffentlicht und über 380'000 Tonträger verkauft. Er wurde in der Schweiz mit einer Goldenen und einer Platin-Schallplatte ausgezeichnet. Besonders bekannt war er für seine Gospelkonzerte in der Weihnachts- und Osterzeit.
1999 produzierte Bo Katzman zusammen mit John Brack und Steve Lee (Gotthard) die Single "With a little Help from my Friends", die mit Platz 18 zu seinem höchsten Neueinstieg in den Schweizer Charts wurde.
2006 erhielt er zum zweiten Mal den Prix Walo in der Sparte Country/Gospel. Diesen Preis erhielt er bereits 1995, als diese Sparte erstmals prämiert wurde.
John Brack erlag am 1. Mai 2006 im Alter von 56 Jahren einer Lungenentzündung.